# HD 213198
HD 213198，又名BD-13 6204，SAO 165123、HR 8565，是一颗恒星，视星等为6.4，位于銀經49.1，銀緯-54.04，其B1900.0坐标为赤經22h 24m 40.7s，赤緯-13° -54.04′ 37″。